# 胱天蛋白酶4
胱天蛋白酶4（英语：Caspase 4）是一种在人类中由CASP4基因编码的酶。该酶属于胱天蛋白酶（Caspase）家族的成员。该酶是一种在天冬氨酸残基（LEVD-）处以蛋白水解方式裂解其他蛋白质的酶，其余的功能尚未完全了解，但据信它是一种炎症性胱天蛋白酶，与胱天蛋白酶1、5（以及鼠同源物胱天蛋白酶11）一起在免疫系统中发挥作用。
抗炎药吲哚布洛芬是胱天蛋白酶4酶活性的抑制剂。